# Тексмелуканский сапотекский язык
Тексмелуканский сапотекский язык (Central Sola de Vega Zapotec, Papabuco, San Lorenzo Texmelucan Zapotec, Texmelucan Zapotec, Zapoteco de San Lorenzo Texmelucan) — сапотекский язык, на котором говорят на западе штата Оахака в Мексике.